# Бираканское городское поселение
Бираканское городско́е поселе́ние — муниципальное образование в Облученском районе Еврейской автономной области Российской Федерации.
Административный центр — пгт Биракан.

## История
Статус и границы городского поселения установлены Законом Еврейской автономной области от 26 ноября 2003 года № 229-ОЗ «О статусе и границе Облученского муниципального района»

## Население
| 2010  | 2011  | 2012  | 2013  | 2014  | 2015  | 2016  |
| ----- | ----- | ----- | ----- | ----- | ----- | ----- |
| 2233  | ↘2217 | ↘2154 | ↗2157 | ↘2099 | ↘2029 | ↘1990 |
| 2017  | 2018  | 2019  | 2020  | 2021  | 2023  |       |
| ↘1960 | ↘1935 | ↘1904 | ↘1883 | ↘1845 | ↘1819 |       |

## Состав городского поселения
| № | Населённый пункт | Тип населённого пункта      | Население |
| - | ---------------- | --------------------------- | --------- |
| 1 | Биракан          | пгт, административный центр | ↘1732     |
| 2 | Новый            | село                        | ↗68       |
| 3 | Тёплые Ключи     | село                        | ↘14       |